# Hollywood Pictures
A Hollywood Pictures a The Walt Disney Studios amerikai filmgyártó cég leányvállalata, amelynek tulajdonosa és alapító cége a The Walt Disney Company. Az 1989-ben a Disney akkori vezérigazgatója, Michael Eisner és az akkori stúdióvezető Jeffrey Katzenberg által alapított Hollywood Pictures azért jött létre, hogy a Touchstone Pictures filmjeihez hasonlóan, olyan filmeket adjon ki, amelyek inkább felnőtteknek szólnak. A céget 2007-ben bezárták.
A Hollywood Pictures kereskedelmileg legsikeresebb filmje M. Night Shyamalan a Hatodik érzék (The Sixth Sense) című misztikus thrillere, amely 1999-es bemutatásakor több mint 670 millió dollár bevételt hozott világszerte.

## Működése
A Hollywood Pictures Corporation-t 1984. március 30-án jegyezték be, de csak 1989. február 1-jén kezdete meg működését. Ricardo Mestrest nevezték ki a részleg első elnökévé, aki a Touchstone Picturestől ment át. A részleget azért hozták létre, hogy növelje Disney filmjeinek a számát. A gyerekfilmeket gyártó Disney terve az volt, hogy a felnőtteknek szóló filmjeit a két leányvállalata, a Touchstone Pictures és a Hollywood Pictures fogja gyártani, egymással összhangban. A Disney két produkciós részlege ugyanazon a marketing- és terjesztési személyzeten osztozott. Induláskor azt tűzték ki célul, hogy Hollywood Pictures 1991-től kezdődően évente 12 filmet fog gyártani. A cég első mozifilmje az Arachnophobia – Pókiszony volt, amit 1990. július 18-án mutattak be az USA-ban.
Don Simpson és Jerry Bruckheimer, a két neves producer, a Paramount Pictures-szel szerződést bontott és 1991. január 18-án áthelyezték a produkciós cégüket a Hollywood Pictureshez.
A stúdió első hat évében elsősorban olcsó vígjátékokat és krimiket adott ki, amik többnyire kritikai és anyagi bukások voltak (Bankrabló a feleségem, Super Mario Brothers, Szving mindhalálig, Most jövök a falvédőről, Bűnben égve). A Hollywood Picturesnek kezdetben csak kevés filmje volt kasszasiker (A kéz, amely a bölcsőt ringatja, Kőbunkó) vagy kritikai siker (Mennyei örömök klubja), ezért 1994. április 26-án az elnök, Ricardo Mestres, kénytelen volt lemondani a szakosztály gyenge teljesítményét követően.
1994. június 27-én Michael Lyntont nevezték ki új részlegelnöknek, miután felmondott a Disney Publishing Grouptól, ahol alelnök volt. Mestres hagyott Lyntonnak néhány lehetséges sikert (Kvíz Show, Veszélyes kölykök, Az utolsó esély). 2001-ig a Hollywood Pictures 80 filmet készített, de működését fokozatosan megszüntették, és menedzsmentjét összevonták a Walt Disney Pictures stúdióéval.
2001-től tartó, öt éves inaktivitás után a  céget újraaktiválták, hogy a Disneynek alacsony költségvetésű filmeket gyártson. Az újraindult Hollywood Pictures három horrorfilmet gyártott (Stay Alive – Ezt éld túl!, Húsevő, Láthatatlan), mielőtt a Láthatatlan bemutatását követően, 2007. április 27-én, a Disney megszüntette, mivel bejelentette, hogy a cég, a fő márkáira (Disneyre, a Touchstone-ra, az ABC-re , az ESPN-re és a Pixarra) akar összpontosítani.

## Filmek
| Amerikai bemutató dátuma | Cím (alul az eredeti cím)                                        | Melyik céggel (cégekkel) készült koprudukcióban/Megjegyzés                                                               |
| ------------------------ | ---------------------------------------------------------------- | --- |
| 1990. július 18.         | Arachnophobia – Pókiszony Arachnophobia                          | Amblin Entertainment |
| 1990. augusztus 17.      | Filofax, avagy a sors könyve Taking Care of Business             | Silver Screen Partners IV                                                                                                |
| 1991. február 1.         | Run                                                              | Silver Screen Partners IV                                                                                                |
| 1991. április 5          | Fogd a nőt és fuss! The Marrying Man                             | Silver Screen Partners IV                                                                                                |
| 1991. május 3.           | Egy jó zsaru One Good Cop                                        | Silver Screen Partners IV                                                                                                |
| 1991. július 26.         | V, mint Viktória V.I. Warshawski                                 | Silver Screen Partners IV                                                                                                |
| 1992. január 10.         | A kéz, amely a bölcsőt ringatja The Hand That Rocks the Cradle   | Interscope Communications és Nomura Babcock & Brown                                                                      |
| 1992. február 7.         | Medicine Man                                                     | Cinergi Pictures; csak amerikai és német forgalmazás                                                                     |
| 1992. március 6.         | Kend a portásra! Blame It on the Bellboy                         | Silver Screen Partners IV                                                                                                |
| 1992. április 3.         | Egyenes beszéd Straight Talk                                     | Touchwood Pacific Partners I                                                                                             |
| 1992. április 24.        | Boldog-boldogtalan Passed Away                                   | Touchwood Pacific Partners I                                                                                             |
| 1992. május 22.          | Kőbunkó Encino Man                                               | Touchwood Pacific Partners I                                                                                             |
| 1992. július 17.         | Idegen közöttünk A Stranger Among Us                             | Touchwood Pacific Partners I, Propaganda Films, Sandollar Productions                                                    |
| 1992. Szeptember 18.     | Sarafina!                                                        | Miramax, Distant Horizon, Vanguard Films, BBC                                                                            |
| 1992. október 16.        | Felelősségük teljes tudatában Consenting Adults                  | Touchwood Pacific Partners I                                                                                             |
| 1992. december 4.        | A dzsentlemanus The Distinguished Gentleman                      | Touchwood Pacific Partners I                                                                                             |
| 1993. január 22.         | A léc hátán is megélnek Aspen Extreme                            | Touchwood Pacific Partners I                                                                                             |
| 1993. március 5.         | Szving mindhalálig Swing Kids                                    | Touchwood Pacific Partners I                                                                                             |
| 1993. március 26.        | Most jövök a falvédőről Born Yesterday                           | Touchwood Pacific Partners I                                                                                             |
| 1993. április 26.        | A vér kötelez Blood In Blood Out                                 | Touchwood Pacific Partners I                                                                                             |
| 1993. május 28.          | Super Mario Brothers Super Mario Bros.                           | Lightmotive, Cinergi Pictures, Allied Filmmakers; csak amerikai forgalmazás                                              |
| 1993. június 4.          | Bűnben égve Guilty as Sin                                        | |
| 1993. július 2.          | Kaszakő Son in Law                                               | |
| 1993. augusztus 27.      | Fater élve vagy halva Father Hood                                | |
| 1993. szeptember 8.      | Mennyei örömök klubja The Joy Luck Club                          | |
| 1993. szeptember 10.     | Nesze semmi, fogd meg jól! Money for Nothing                     | |
| 1993. december 25.       | Tombstone – A halott város Tombstone                             | Cinergi Pictures; csak amerikai forgalmazás                                                                              |
| 1994. január 7.          | Afrika csúcsai The Air Up There                                  | Interscope Communications, PolyGram Filmed Entertainment és Nomura Babcock & Brown                                       |
| 1994. március 4.         | Angie                                                            | Caravan Pictures |
| 1994. április 8.         | Bankrabló a feleségem Holy Matrimony                             | Interscope Communications és PolyGram Filmed Entertainment                                                               |
| 1994. augusztus 12.      | Kő egy csapat In the Army Now                                    | |
| 1994. augusztus 19.      | Az éj színe Color of Night                                       | Cinergi Pictures |
| 1994. augusztus 26.      | Seholsincs csapat Camp Nowhere                                   | |
| 1994. szeptember 14.     | Kvíz-show Quiz Show                                              | |
| 1994. szeptember 23.     | Végsebesség Terminal Velocity                                    | Interscope Communications, PolyGram Filmed Entertainment és Nomura Babcock & Brown                                       |
| 1994. október 21.        | A parazita The Puppet Masters                                    | |
| 1994. november 23.       | Szimatnak szemét, szemétnek szimat A Low Down Dirty Shame        | Caravan Pictures |
| 1995. január 6.          | Véndögség Houseguest                                             | Caravan Pictures |
| 1995. január 27.         | Miami rapszódia Miami Rhapsody                                   | |
| 1995. március 3.         | Szobatársak Roommates                                            | Interscope Communications, PolyGram Filmed Entertainment és Nomura Babcock & Brown                                       |
| 1995. március 31.        | Nevess, ha fáj! Funny Bones                                      | |
| 1995. április 21.        | Aludj csak, én álmodom While You Were Sleeping                   | Caravan Pictures |
| 1995. április 28.        | Pirománc A Pyromaniac's Love Story                               | |
| 1995. május 12.          | Az utolsó esély Crimson Tide                                     | Don Simpson/Jerry Bruckheimer Films                                                                                      |
| 1995. június 9.          | Veszélyes kölykök Dangerous Minds                                | Don Simpson/Jerry Bruckheimer Films és Via Rosa Productions                                                              |
| 1995. június 30.         | Dredd bíró Judge Dredd                                           | Cinergi Pictures, csak amerikai forgalmazás                                                                              |
| 1995. szeptember 8.      | A terror gyermeke The Tie That Binds                             | Interscope Communications és PolyGram Filmed Entertainment                                                               |
| 1995. szeptember 8.      | Álmok hősei Unstrung Heroes                                      | |
| 1995. október 4.         | Halott pénz Dead Presidents                                      | Caravan Pictures és Underworld Entertainment                                                                             |
| 1995. október 13.        | A skarlát betű The Scarlet Letter                                | Cinergi Pictures |
| 1995. október 27.        | Arc Powder                                                       | Caravan Pictures |
| 1995. december 22.       | Nixon                                                            | Cinergi Pictures |
| 1995. december 29.       | Csendszimfónia Mr. Holland's Opus                                | Interscope Communications és PolyGram Filmed Entertainment; csak amerikai forgalmazás                                    |
| 1996. február 2.         | Tomboló szél White Squall                                        | Largo Entertainment és Scott Free Productions; csak amerikai forgalmazás                                                 |
| 1996. február 23.        | A gyanú árnyéka Before and After                                 | Caravan Pictures |
| 1996. április 19.        | Csont nélkül Celtic Pride                                        | Caravan Pictures |
| 1996. május 24.          | Drágám, add az életed! Spy Hard                                  | |
| 1996. május 31.          | Eddie                                                            | PolyGram Filmed Entertainment és Island Pictures                                                                         |
| 1996. június 7.          | A szikla The Rock                                                | Don Simpson/Jerry Bruckheimer Films                                                                                      |
| 1996. augusztus 9.       | Jack                                                             | American Zoetrope |
| 1996. szeptember 13.     | A gazdagság ára The Rich Man's Wife                              | Caravan Pictures |
| 1996. október 25.        | A csendestárs The Associate                                      | Interscope Communications és Polygram Filmed Entertainment                                                               |
| 1996. december 25.       | Evita                                                            | Cinergi Pictures |
| 1997. január 24.         | Harc a másodpercekért Prefontaine                                | |
| 1997 .január 31.         | Árnyék-összeesküvés Shadow Conspiracy                            | Cinergi Pictures; csak amerikai forgalmazás                                                                              |
| 1997. április 11.        | Otthon, véres otthon Grosse Pointe Blank                         | Caravan Pictures és Roger Birnbaum Productions                                                                           |
| 1997. május 30.          | Csalimadarak Gone Fishin'                                        | Caravan Pictures |
| 1997. augusztus 22.      | G. I. Jane                                                       | Caravan Pictures, Largo Entertainment, Scott Free Productions és Roger Birnbaum Productions                              |
| 1997. október 17.        | Washington Square                                                | Caravan Pictures, Roger Birnbaum Productions és Alchemy Filmworks                                                        |
| 1997. december 25.       | Egy amerikai farkasember Párizsban An American Werewolf in Paris | Cometstone Pictures |
| 1998. január 30.         | Kísértethajó Deep Rising                                         | Cinergi Pictures |
| 1998. február 27.        | An Alan Smithee Film: Burn Hollywood Burn                        | Cinergi Pictures |
| 1998. szeptember 4.      | Tűzfény Firelight                                                | Carnival Films, Wind Dancer Productions és Miramax                                                                       |
| 1998. szeptember 11.     | Simon Birch, a kisember Simon Birch                              | Caravan Pictures és Roger Birnbaum Productions                                                                           |
| 1999. július 4.          | Komodó Komodo                                                    | csak nemzetközi (Amerikán kívüli) fogalmazás                                                                             |
| 1999. augusztus 6.       | Hatodik érzék The Sixth Sense                                    | Spyglass Entertainment és The Kennedy/Marshall Company                                                                   |
| 1999 .szeptember 17.     | Bajnokok reggelije Breakfast of Champions                        | Summit Entertainment |
| 1999. október 1.         | Majd, ha fagy! Mystery, Alaska                                   | |
| 2000. február 4.         | Zsaru pánikban Gun Shy                                           | Fortis Films |
| 2000. szeptember 15.     | Tuti duók Duets                                                  | Seven Arts Pictures és Beacon Pictures                                                                                   |
| 2001. január 12.         | Tizenhárom nap – Az idegháború Thirteen Days                     | New Line Cinema, Beacon Pictures és Tig Productions, csak nemzetközi (Amerikán kívüli) fogalmazás                        |
| 2001. április 6.         | Reszkess, Amerika! Just Visiting                                 | Gaumont Film Company; csak amerikai forgalmazás                                                                          |
| 2006. március 24.        | Stay Alive – Ezt éld túl! Stay Alive                             | Spyglass Entertainment és Endgame Entertainment; csak amerikai forgalmazás (Angliában az Universal Pictures forgalmazta) |
| 2007. január 12.         | Húsevő Primeval                                                  | Pariah Entertainment |
| 2007. április 27.        | Láthatatlan The Invisible                                        | Spyglass Entertainment                                                                                                   |

## Lásd még
- The Walt Disney Studios
- The Walt Disney Company
- Touchstone Pictures

## Fordítás
- Ez a szócikk részben vagy egészben  a   Hollywood Pictures című angol Wikipédia-szócikk fordításán alapul.  Az eredeti cikk szerkesztőit annak laptörténete sorolja fel. Ez a jelzés csupán a megfogalmazás eredetét és a szerzői jogokat jelzi, nem szolgál a cikkben szereplő információk forrásmegjelöléseként.